# 照格庄遗址
照格庄遗址，位于山东省烟台市牟平区宁海镇照格庄，是中华人民共和国全国重点文物保护单位之一。
1992年6月12日，公布为山东省文物保护单位，2013年5月公布为全国重点文物保护单位，是一座古遗址。